# The Ministry of Darkness
The Ministry of Darkness (El Ministerio de la Oscuridad en español) fue un stable de lucha libre profesional de la World Wrestling Federation creado a inicios de la Attitude Era. Liderado por The Undertaker, tenían un gimmick de secta satánica con malvados rituales y (kayfabe) sacrificios humanos.

## Historia

### Formación
En octubre de 1998, durante el evento Judgement Day, Paul Bearer dio la espalda a Kane y volvió con Undertaker, que comenzó a profetizar que el Ministerio de la Oscuridad y una "plaga del Mal" se habían desatado en la WWF, pasando así Undertaker a heel. Mantuvo sus feudos con Steve Austin y Kane, pero con métodos más siniestros: intentó embalsamar vivo y crucificar a Austin e internar a Kane en un sanatorio. No obstante, sus planes se retrasaron debido a una derrota de Undertaker en un Buried Alive Match en In Your House: Rock Bottom, y no volvió a aparecer durante semanas. Mientras tanto, Justin Hawk Bradshaw y Farooq crearon Hell's Henchmen, un tag team dirigido por The Jackyl. Sin embargo, poco después de su debut Jackyl fue liberado de su contrato por la WWF y el dúo cambió de nombre y de gimmick, llamándose The Acolytes. Revelando ser guardaespaldas de un desconocido nuevo líder, secuestraron a Dennis Knight en la edición del 11 de enero de Raw is War y le llevaron hasta "Él". Semanas más tarde, "Él" se reveló como Undertaker, con un nuevo atuendo de túnicas negras con capucha y una nueva visión de líder religioso. En un proceso de estilo sectario, Knight fue iniciado como sirviente de Undertaker, siendo rebautizado como Mideon.
En Royal Rumble 1999, el grupo secuestró a Mabel en su camerino antes de que hiciese su aparición en la Battle Royal. Una semana más tarde aparecería como el principal ejecutor del grupo, siendo llamado Viscera. La misma noche, Mideon & Viscera se enfrentaron al clan de vampiros The Brood (Edge, Christian y Gangrel) en un combate sin resultado debido a un ataque de The Acolytes. Poco más tarde, The Brood fue reclutado como mercenarios de The Ministry of Darkness. Poco después Undertaker declaró que pensaba expulsar a Vince McMahon y adueñarse de la WWF.

### Debut

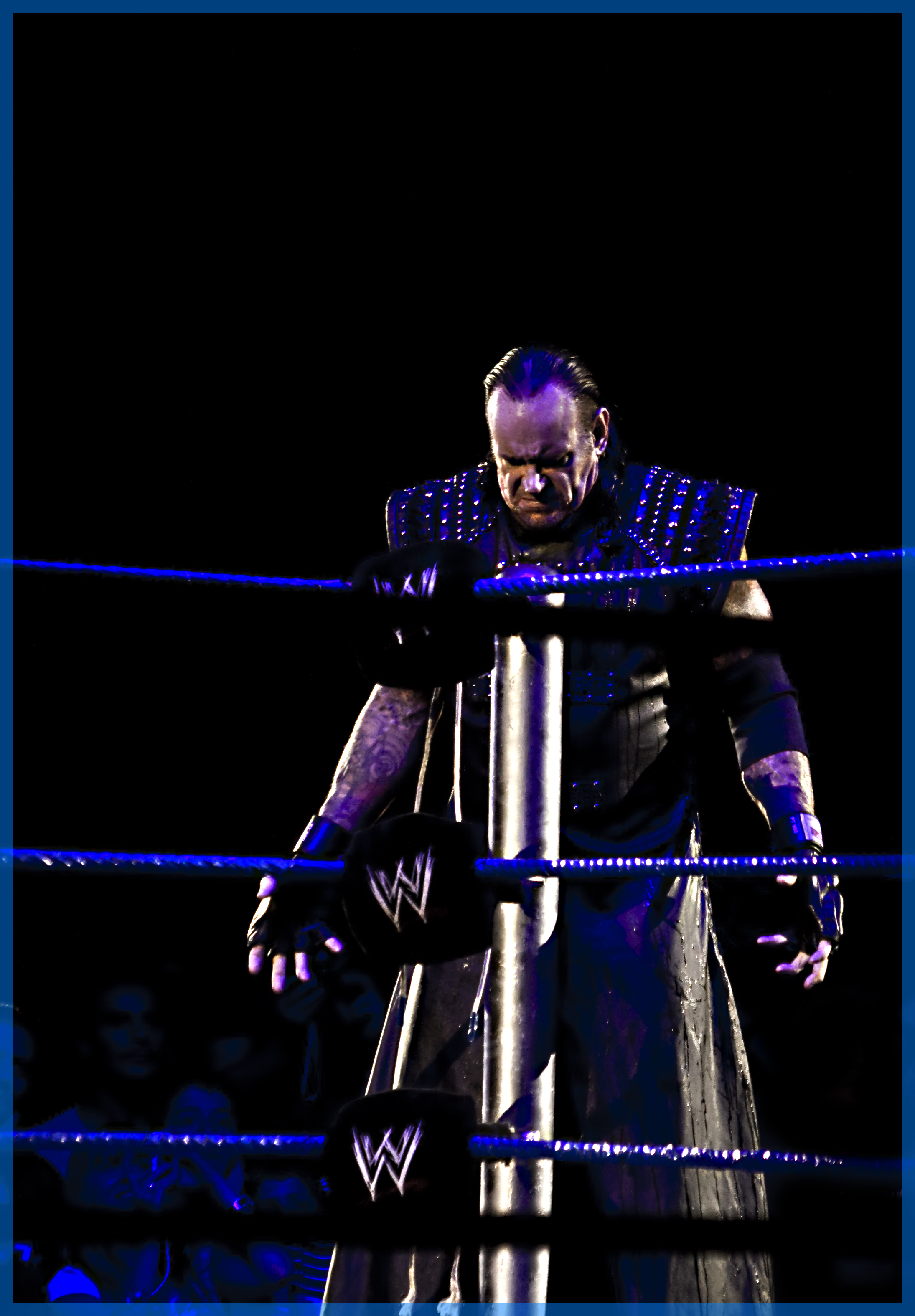
Undertaker, líder del stable.

Vince McMahon resultó face durante ese tiempo, afirmando que Mark Calaway estaba yendo demasiado lejos y que se creía realmente The Undertaker. Esto fue tomado como rotura de la cuarta pared del kayfabe al llamar McMahon por su auténtico nombre a Calaway. Organizó un Inferno Match entre Undertaker y su hermano Kane en el que este fue derrotado, y el propietario de la WWF vio horrorizado y con lágrimas en los ojos cómo Undertaker quemaba un osito de peluche. Se reveló que el oso perteneció a Stephanie McMahon en su infancia. 
Durante el tiempo siguiente Undertaker afirmó que un "Poder Superior" le guiaba y que este conocía la clave del corazón y el alma de McMahon. Después de ver este la quema de un símbolo cruciforme en su patio, ordenó a su ejecutor, The Big Boss Man, que derrotase a Undertaker en un Hell in a Cell en Wrestlemania 15, pero no lo consiguió. Después del combate, The Brood bajó del techo con una cuerda y colgaron a Boss Man, enviándole así un mensaje a Vince.
Después de Wrestlemania, The Ministry secuestró a Stephanie McMahon, pero el miembro de The Corporation Ken Shamrock la encontró llorando en la sala de calderas con el símbolo de Undertaker en la frente. Como venganza por arruinar sus planes, Undertaker mandó a The Brood secuestrar a la hermana de Shamrock, Ryan, que fue encontrada por Ken en la sala de calderas de modo parecido a Stephanie, que volvió a desaparecer. Shamrock halló información del paradero de Stephanie sonsacándosela a Christian, que fue castigado por flagelación por Undertaker. Este intentó la semana siguiente sacrificarlo junto a Shamrock, pero Gangrel y Edge se opusieron a ello. Fue el primer y único caso de rebelión en The Ministry; éstos entraron en un feudo con The Brood y les derrotaron en Backlash y No Mercy.

### The Corporate Ministry
En Backlash, Vince McMahon enfrentó a un enloquecido Shamrock a Undertaker con la esperanza de que lo lesionase, pero fracasó, ya que Bradshaw atacó a Shamrock después de la lucha. Más tarde, Undertaker llevó a Stephanie McMahon a la limusina y se la llevó, con ella gritando.
A la semana siguiente Undertaker intentó celebrar una boda negra de él con Stephanie, porque si se casaba con la hija del director dominaría la WWF, pero fueron interrumpidos por Steve Austin, después de los intentos fallidos de Ken Shamrock y The Big Show. Entonces, después de incidente, Undertaker unió fuerzas con Shane McMahon y fusionó su grupo con The Corporation, creando The Corporate Ministry. Olvidando sus pasadas diferencias, trabajaron con gran estabilidad.
Más tarde, Vince McMahon se reveló como el "Poder Superior" que guiaba al Ministry, y The Corporate Ministry se disolvió. Después de unos combates por parejas, Undertaker se lesionó y todo llegó a su fin.

### Retorno parcial
En los tres programas de SmackDown! anteriores a No Mercy, en 2004 una serie de eventos que recordaban los antiguos episodios de The Ministry ocurrieron.
- El 16 de septiembre Bradshaw (en su nuevo gimnick de tejano rico como JBL), Viscera, Gangrel y Orlando Jordan (que no fue miembro de The Ministry) atacaron a Undertaker.
- El 23 de septiembre Undertaker se enfrentó en desventaja a Gangrel y Viscera, a los que ganó fácilmente.
- Por último, el 30 de septiembre, JBL vio la cara de Hardcore Holly en una lucha. También se vio a Undertaker preparando el coche fúnebre para su combate en No Mercy. Orlando Jordan desapareció y JBL ganó por descalificación la lucha después de que Holly le golpease con un arma, pero en las gradas apareció Jordan atado al símbolo de Undertaker.

Finalmente JBL retuvo el título frente a Undertaker. Los locutores de SmackDown! mencionaron el papel de Gangrel y Viscera en The Ministry of Darkness, pero no el de JBL. En lugar de ello Gangrel y Visera dijeron que JBL pagó para retirarse.
Sin embargo, en The Great American Bash 2006 JBL le dijo a Big Show que él había pertenecido a The Ministry.

## En lucha
- Movimientos finales
  - Double DDT — The Brood
  - Con-chair-to — The Brood
  - Aided powerbomb[3] — The Acolytes
  - Big splash de Viscera a un oponente sujeto por Mideon

- Movimientos de firma
  - Múltiples stomps de todos los miembros del grupo a un mismo oponente
  - Irish whip de Mideon a Viscera lanzándolo en un corner body avalanche
  - Combinación de belly to back suplex y neckbreaker slam[3] - The Acolytes
  - Double shoulder block de Acolytes después de un double double Irish whip contra las cuerdas
  - Double spinebuster[3] — The Acolytes

## Campeonatos y logros
Tanto de The Ministry of Darkness como de The Corporate Ministry
- WWF Championship (1 vez) — The Undertaker
- WWF Tag Team Championship (4 veces) — The Acolytes
- WWF European Championship (1 vez) — Mideon